# カールズバッド洞窟群国立公園
カールズバッド洞窟群国立公園（カールズバッドどうくつぐんこくりつこうえん、Carlsbad Caverns National Park）はニューメキシコ州エディ郡南西角のグアダルーペ山脈（Guadalupe Mountains）に位置するアメリカ合衆国の国立公園である。ペルム紀の化石礁のあるカールズバッド洞窟 と多数の他の洞窟を保存するために設立された。公園には83の洞窟がある。その一つ、レチュギア・ケイブ（Lechuguilla Cave）は、全米最深（1,604フィート；489メートル）で、長さは世界第5位（126.1 miles；203 km）の石灰岩の洞窟で、手つかずの自然が残されている洞窟とされる。
世界有数の大きさの地下室と無数の二次生成物をもつカールズバッド洞窟は、ガイドなしで自分で見て回ることも、1年中行われているパーク・レンジャーが案内する様々なツアーを利用することもできる。観光客は、自由に天然の入口から入り内部の部屋をハイキングすることもでき、また、公開されている洞窟エリアの中心に直接エレベーターで行くこともできる（洞窟に入った人は全員このエレベーターから出ることになる）。
カールズバッドは、1923年10月25日に初めてナショナル・モニュメントに指定された。米国議会は、1930年5月14日にこれをモニュメントから国立公園に格上げした。カールズバッド洞窟群は、また1995年12月6日世界遺産に登録された。公園の約3分の2は、環境に将来変更が加えられないように自然保護区域に指定された。
公園はクリスマスを除き一年中開いているが、訪問者の大多数は6月、7月、8月、そして週末、祝日に訪れる。訪問者が最も少ない月は1月で、訪問者のピークは、通常、戦没者追悼記念日と独立記念日（7月4日）の週の週末である。公園の入口は、ニューメキシコ州カールズバッド市の南西約18マイル（29キロメートル）、62 / 180号線沿いにある。

## 地質
カールズバッド洞窟の誕生は、2.5億年前に長さ600キロメートルの内海が生まれ、礁ができたことに始まる。馬蹄形に広がったこの礁には、海綿、藻、貝殻の遺骸が大量に堆積し、また海水中からも方解石が沈殿して、厚い石灰岩の地層ができた。この海は最後には陸地に閉じこめられ、海水は蒸発した。海水の蒸発によって岩塩と石膏の地層ができ、厚い石灰岩層はその下に埋没した。

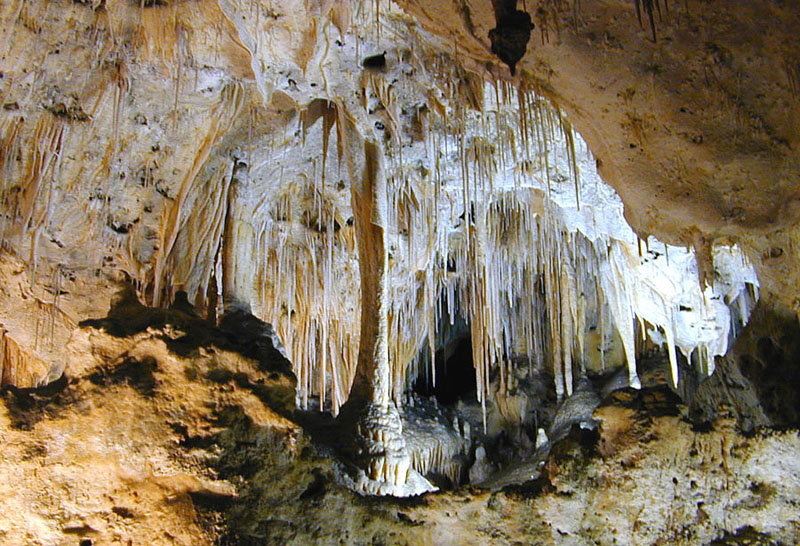
石柱やつらら石など、数え切れないほどの見事な生成物が洞窟を装飾している。

200万 - 300万年前にこの地域は隆起し、侵食によって化石礁をつくる石灰岩体が地表に露出するようになった。空気中と土壌中に含まれる二酸化炭素によって弱酸性になった雨水が、石灰岩の裂け目にしみ込み、ゆっくりと石灰岩を溶かし、巨大な地下空間を形成する過程が始まった。
同時に、硫化水素ガスが、化石礁のさらに下にある広大な原油とガスの鉱床から上方に移動し、石灰岩中に入ってきた。このガスが天水起源の地下水に溶け込み、酸素と反応して硫酸に変化した。巨大な洞窟空間が生まれたのは、硫酸によって石灰岩の溶食が極度に進んだ結果と考えられている。このような歴史を経て驚異そのもののカールズバッド洞窟が誕生した。グアダルーペ山脈の一部には今も化石礁の石灰岩層が露出している。
つらら石、石筍、その他信じられないほど多様な石灰生成物（二次生成物）によるカールズバッド洞窟の装飾が始まったのは、50万年以上前のことで、巨大な地下空洞ができてからである。その過程は、今よりも雨が多く、涼しい気候であった頃に、地下水の一滴、一滴ごとにゆっくりと進んでいった。雨水は二酸化炭素を空気と土壌から吸収し、弱酸性に変わる。この水は浸透するにつれ、わずかずつ石灰岩を溶食し、石灰生成物に必要な化学成分、すなわち炭酸カルシウム（鉱物の方解石）を溶かし込んでいく。
浸透水が洞窟の中に浸み出すと、今度は二酸化炭素が水から洞窟の空気に抜け出す。二酸化炭素の逃げた水は炭酸カルシウムを溶かしていることができなくなり、方解石の結晶として小さな沈殿物をつくる。このようにして無限の時間をかけて地下水が滴り、何千もの石灰生成物が形成された。天井から水がゆっくりと滴る所には、鍾乳管や大きなつらら石ができる。
その水滴が床に落ちる所には石筍が生まれる。つらら石と石筍は時々一つながりになって石柱となる。
傾いた天井を浸透水が流れると、カーテンと呼ぶ石灰生成物が垂れ下がる。壁や床を流れる水から沈積したものは、フローストーン（流華石）と呼ばれる。水たまりやプール、小川があるような所には、洞窟真珠やリリーパッド（ハスの葉の意；lily pad）、リムストーンプール（畦石池）ができている。洞窟真珠は、砂などの小さな粒子の周りに方解石が何層にも重なって、真珠のようにできたものである。リリーパッドは、水たまりにできた石筍の頂上が水面に薄く広がってハスの葉のようになったもの。リムストーンプールは水がゆっくりと流れている場所に生じている。ケイブ・ポップコーンは、壁一面にできている。他種の石灰生成物の表面にさえも生じている。表面にしみ出た水が蒸発し、方解石の沈積物が残ってできるのかもしれない。
一風変わった石灰生成物はヘリクタイト（曲がり石）で、重力とは無関係のようにいろんな方向に曲がりくねって成長している。曲がりくねった形は結晶の形や混入物質、水圧によって決まる。珍しい石灰生成物に、霰石がある。霰石は、方解石と化学的には同一であるが、結晶構造が異なった鉱物である。どちらかというと小さくて壊れやすく、針が集まったような見かけをしている。

## コウモリ

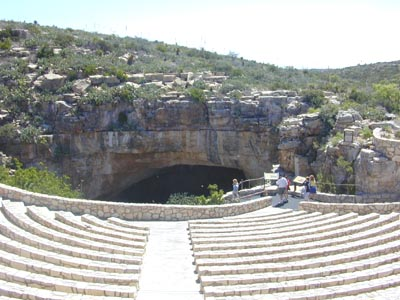
カールズバッド洞窟の天然の入口は、コウモリの円形劇場のすぐ上にある。

カールズバッド洞窟は約100万匹のメキシコオヒキコウモリ（Mexican Free-tailed Bat）の聖域である。日中コウモリは、カールズバッド洞窟の天然の入口の近くの通路、バットケイブ（Bat Cave）の天井に群がっている。コウモリの暗い家の中では、コウモリを見ることができるのは科学者だけである。しかし、夕暮れには、コウモリは巨大な群れとなって洞窟を飛び立つ。暗く、速く動く雲のように、夜空を背景にして、コウモリは素晴らしいショーを見せる。
バットケイブは、メキシコオヒキコウモリにとって、暖かい家、日中の避難所、そしておそらく最も重要であろうが、子育てのための巣となっている。コウモリは、毎年メキシコからカールズバッド洞窟へ子どもを生み育てるために移動する。暗闇に隠れ、捕食者や邪魔者から離れて、6月に子どもが生まれる。
6種の異なったコウモリが洞窟内に棲んでいる。
メキシコオヒキコウモリの見ごたえのある夜の飛行は、カールズバッド洞窟の天然の入り口から2、3羽のコウモリが飛び出してきて始まる。それから、数分で、コウモリは密集した旋風となって洞窟から暮れていく夜空へ急上昇する。この大脱出は20分、長いときは2.5時間続く。いったん洞窟から出ると、数千のコウモリの波状の塊は、ペコス・リバーとブラック・リバー谷で餌をとるためにヘビのような形になって南東に向かって飛んでいく。そこにたどり着くと、ガや他の夜飛ぶ虫をむさぼり始める。各コウモリは反響定位を使って、一晩で何度かお腹が一杯になるほどの虫を捕まえて食べることができる。夜明けとともに、コウモリは一羽ずつあるいは小さな集団になって洞窟へ戻り始める。洞窟への再突入は出発と同じくらい特筆すべきものである。各コウモリは洞窟の入り口より高い位置につける。それから羽を体にくっつけて、カールズバッド洞窟の暗闇の中に雹のように飛び込み、そのときに変わったブンブン飛び回る音を出す。コウモリ達は、翌日の夕暮れ時に再び姿を現すまで眠るバット・ケイブの安全の中に一羽ずつ戻っていく。

## 歴史
数百年前 有史以前の アメリカ先住民は避難場所を求めて思い切って洞窟の中を探検したのかもしれない。彼らが描いた洞窟壁画は入口付近にまだ残っている。そのずっと後、19世紀に米国の開拓民は洞窟を発見し、夕刻、天然の入口から無数のコウモリが飛び立つ光景に惹きつけられた。その後まもなく、アバイジャ・ロング（Abijah Long）という名の地元のビジネスマンが、洞窟の中のコウモリの糞石（グアノ）の大きな堆積物を掘り出し、肥料として売るという請求を申し立てた。ロングの仲間の一人で、ジム・ホワイトという名のカウボーイは、洞窟に魅せられるようになり、探検に何時間も費やした。ホワイトはこの特別な場所でのたくさんの自然の驚異を他人に見せたかったが、珍しい二次生成物に満ちた巨大な地下のウィルダネスについての彼のありそうもない話を信じる人はほとんどいなかった。カールズバッド洞窟は言われるとおりのものあるいはそれ以上のものであると、疑い深い人を説得するには写真が必要だった。
ホワイトは多くの部屋を探検し、それらに名前をつけた。そこにはビッグ・ルーム、ニュー・メキシコ・ルーム、王宮（King's Palace）、王妃の間（Queen's Chamber）、赤ちゃんの部屋（Papoose Room）、グリーン・レイク・ルームが含まれる。
彼はまた洞窟の目だった二次生成物の多くに名前をつけた。例えば、トーテム・ポール、魔女の指（Witch's Finger）、ジャイアント・ドーム、底なし穴（Bottomless Pit）、妖精の国、氷山の岩、太陽の寺院（Temple of the Sun）、千歳の岩（Rock of Ages）がある。
ホワイトと一緒に洞窟を旅したレイ V. デイヴィスが撮影した白黒写真は、1915年カールズバッドの町で展示された。これはセンセーションを巻き起こした。人々は突然自分で驚異の洞窟を見たいと騒ぎ立てた。ホワイトは、かつては洞窟からコウモリの鳥糞石を運んでいたバケットの中に入って170フィート降下するという形式ばらない方法で始まるツアーに人々を連れて行った。
洞窟のうわさが広がり、とうとうワシントンD.C.に届いた。また、信じない人達がいたが、1923年、アメリカ合衆国内務省は、カールズバッド洞窟が本当に傑出した自然の美しい驚異かどうか調べるために、総合土地事務所の鉱物検査官ロバート・ホリーを派遣した。元々ホリーは懐疑的であったが、探検隊とともに5週間の調査を行った後、最終報告書に次のように書いた。 
"...私は、深く対立する感情、恐怖と畏敬、人間の目に提示された大自然の驚異の複雑な集合体としての神聖な創造主の作品を真に理解したいという欲望を伝えようとする自分の努力が不十分だとよく自覚している ...."
その後1923年10月25日、カールズバッド洞窟はナショナル・モニュメントに指定された。ホワイトは、人生の時間の多くを洞窟の探検に費やし続けたが、1925年最初の公園案内責任者（chief park guide）となった。その5年後にカールズバッド洞窟群国立公園がその洞窟を保護するために設立された。ナショナル・ジオグラフィックのような雑誌で写真入りの記事が公表されることを通じて、--それは1924年及び1925年（地質学者ウィリス・Ｔ・リーの探検に基づいて）のことであるが、--そして口コミで、カールズバッド洞窟は世界で最も有名な洞窟の一つになった。設立来、公園は拡げられてきており、今日では面積189平方キロメートル（46,766エーカー）となり、80以上の小さな洞窟を含んでいる。
カールズバッドの町、したがってカールズバッド洞窟群国立公園はチェコ共和国のカルロビバリ（Karlovy Vary）（Karlsbad - 文字通りドイツ語でチャールズの風呂（Charles' Baths））から名前を取ったと言われている。
2022年8月20日、公園内で15mmの降雨が観測された。この雨で通常は流量の無い河川の水かさが急激に増加し、来園者約160人が9時間近く足止めされた。

## 部屋
- 風船のダンスホール - メイン・エントランスの通路の上の天井に位置する。この小さな部屋には最初多くの風船にロープを結びつけ、通路に風船を浮かばせて近づいた。
- 鐘のひもの部屋 - 鐘を鳴らすための教会の尖塔から垂れ下がるロープに似ている、天井の穴から伸びている細長いつらら石に因んで名づけられた。この部屋は、レフト・ハンド・トンネルの突き当たりに位置する。
- ビフロスト・ルーム - 1982年に発見された。雲の湖（Lake of the Clouds）の上の天井に位置する。
- ビッグ・ルーム - カールズバッド洞窟群の中で最大の部屋で、床面積はアメリカンフットボール場約14面分の広さ。
- グリーン・レイク・ルーム - 「景色の良い部屋（Scenic Rooms）」の中で最上のもの。部屋の隅のマラカイト色の深いプールに因んで名づけられた。1940年代に、軍が非常時の核シェルターとしてのカールズバッド洞窟の可能性を調査したときに、グリーン・レイクは遠くの核実験によってさざなみが引き起こされるかどうかの調査に使用された。さざなみは起きなかった。
- グアダルーペ・ルーム - 1966年にパークレンジャーによって発見された、カールズバッド洞窟群の中で2番目に大きい部屋。鍾乳管がたくさんあることで知られる。
- 白い巨人の大広間 - 大きな白い石筍のある大きな部屋。 レンジャーは定期的にこの場所に特別ツアーを案内する。
- 王宮 - 「景色の良い部屋」として知られるウイングにある4つの部屋の中の1番目。部屋の中央にある大きな城のような二次生成物に因んで名づけられた。
- 雲の湖（Lake of the Clouds） - 知られている範囲で、洞窟の最深部。レフト・ハンド・トンネルから分かれた脇の通路にある。球形の雲のような二次生成物があるその部屋の大きな湖に因んで名づけられた。
- レフト・ハンド・トンネル - 長いまっすぐな通路で、床に深い亀裂が刻まれている。この亀裂がどこに続いているのかは知られていない。レフト・ハンド・トンネルは、雲の湖と鐘のひもの部屋に続いている。
- ミステリー・ルーム - ロウワー・ケイブの中の小部屋。
- ニュー・メキシコ・ルーム - 王妃の間の近くに位置し、短い坂を上って行く。
- 赤ちゃんの部屋 - 王宮と王妃の間の間に位置する。
- 王妃の間 - 一般に洞窟の最も美しく眺めの良い場所とみなされている。探検の最中ジム・ホワイトのランタンがこの部屋で消え、30分以上暗闇の中に閉じ込められた。
- 精霊の世界（Spirit World） - ビッグ・ルームの天井に位置する。ここはこの部屋の発見者には天使に似ているように見えた白い石筍で一杯である。
- タルカム通路（Talcum Passage） - 床が石膏の粉で覆われているロウワー・ケイブに位置する部屋。
- 貧民窟（The Rookery） - ロウワー・ケイブの大きい部屋の一つ。

## 最近の探検
カールズバッド洞窟はその神秘のいくつかに光を当てたいと思う多くの人々を惹きつけている。安全な探検技術に通じた洞窟探検家のチームが、洞窟の新しい部分を発見し続けている。彼らが近年発見したものの中には、1966年のカールズバッド洞窟の第2の大きさの部屋、グアダルーペ・ルーム、1982年の非常にカラフルで良く装飾されたビフロスト・ルーム、1993年の最も新しい発見の一つであるチョコレート・ハイがある。
1985年非常に特色のある探検方法が発明された。ドーム・エリアで、ビッグ・ルームの床から250フィート上の、底なし穴から遠くない場所に石筍が身を乗り出した。ヘリウムで満たされた風船をつけたバルサ材を使って、探検家達は--数年にわたる数次の試行の後--目標のつらら石にひっかけた軽量のひもを浮かべた。いったん軽量のひもが地面から上がって元に戻って準備が完了した後、登山用ロープの準備が整い、探検家達は彼らが精霊の世界と呼んだものに上がっていった。
レチュギア・ケイブは1986年に発見された洞窟で、公園で現在行われている洞窟探検の焦点である。洞窟は深さ489メートルで、米国最深の石灰岩の洞窟である。一般人は立入禁止で、洞窟を最も平穏な状態で保全するため正確な場所は秘密にされた。
底なし穴は元々底がないといわれていた。石を投げ込んでも底にぶつかる音がしなかった。最近の探検により、底は約300ヤードの深さで軟泥に覆われていることがわかった。石が底を打っても音がしないのは、軟泥につかえるためである。
洞窟学者達による科学的発見は、その他の面でもカールズバッド洞窟についての我々の知識を拡大しつつある。研究により、カールズバッド洞窟の複雑な成り立ち、コウモリや洞窟に棲む他の動物の未知の世界、人間の活動が洞窟に及ぼす影響についてのいくつかの質問に答えられるようになりつつある。

## 世界遺産
この世界遺産は世界遺産登録基準のうち、以下の条件を満たし、登録された（以下の基準は世界遺産センター公表の登録基準からの翻訳、引用である）。
- (7) ひときわすぐれた自然美及び美的な重要性をもつ最高の自然現象または地域を含むもの。
- (8) 地球の歴史上の主要な段階を示す顕著な見本であるもの。これには生物の記録、地形の発達における重要な地学的進行過程、重要な地形的特性、自然地理的特性などが含まれる。